# Jan Eliášův z Horšovského Týna
Jan Eliášův z Horšovského Týna, též Johannes Eliae a Eliášův Jan z Fulneka, (okolo 1360 asi Horšovský Týn – kolem 1428) byl český bohemista a teolog, v letech 1393–1394 působící jako rektor Univerzity Karlovy.

## Život
Pocházel z Horšovského Týna v západních Čechách. Roku 1382 promoval na Karlově univerzitě v Praze jako mistr sedmi svobodných umění, roku 1387 byl děkanem fakulty, roku 1393 zastával úřad rektora univerzity a roku 1398 získal doktorát teologie.
V roce 1403 působil jako rozhodce ve sporech Jana Husa a Mikuláše Janselmeistera o příjmy z pohřbů a oltářní platby. V roce 1412 byl členem arbitrážní komise, která měla urovnávat spory mezi mistry univerzity o doktrínu Johna Wiclifa a odpustky. Jednání ztroskotala a král Václav IV. pak z Prahy vyhnal nejen Jana Husa, ale i všechny čtyři členy komise: kromě Jana Eliáše také Stanislava ze Znojma, Štěpána z Pálče a Petra ze Znojma. 
Poté se stáhl do svého rodného města, kde také patrně někdy po roce 1428 zemřel.